# 威廉·塞西尔·坎贝尔
威廉·塞西尔·坎贝尔（英語：William Cecil Campbell，1930年6月28日—），美国籍爱尔兰裔生物化学家、生物学家、寄生虫学家，美国国家科学院院士。现为德鲁大学荣誉退休研究员。2015年因“发现治疗蛔虫寄生虫的新疗法”与日本的大村智和中国的屠呦呦共同获得诺贝尔生理学或医学奖。

## 生平

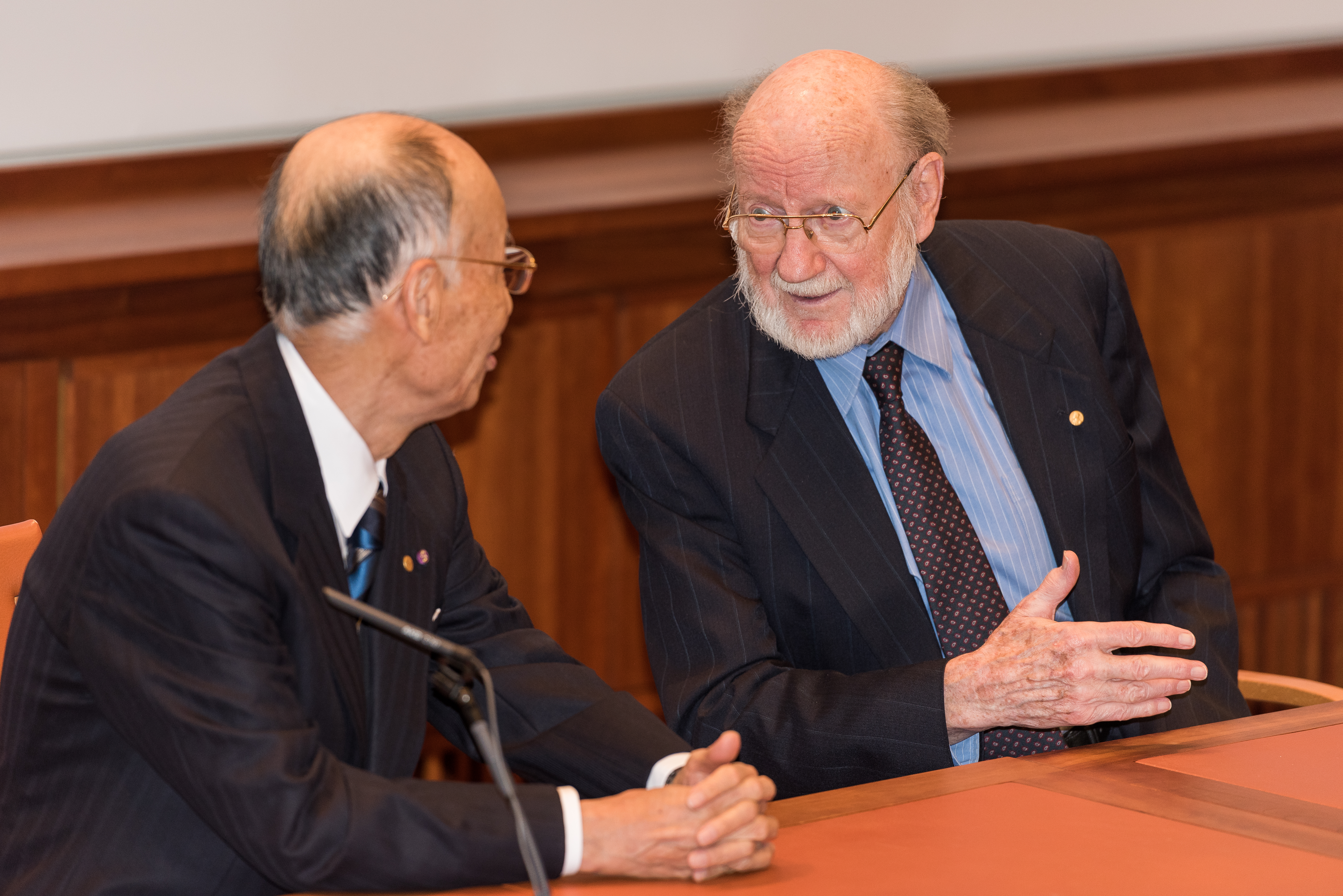
大村智與坎贝尔在斯德哥爾摩

威廉·塞西尔·坎贝尔于1930年出生于爱尔兰多尼戈尔郡拉梅爾頓，是一位农场供应商的儿子。他曾就读于贝尔法斯特的坎贝尔学院，1952年以动物学一等荣誉学士毕业于都柏林三一學院，并于1957年获得威斯康辛大学博士学位。1957年至1990年，坎贝尔担任默克公司所属“默克治疗研究所”（Merck Institute for Therapeutic Research）的资深科学家和分析研究与开发主管。1962年加入美国国籍，2002年当选为美国国家科学院院士。
坎贝尔最著名的成就，是與日本北里大學教授大村智共同研發伊維菌素
。
2015年，他与大村智以及屠呦呦共同获得诺贝尔生理学或医学奖。他是第二位获得诺贝尔科学奖的爱尔兰裔人，之前的第一位是欧内斯特·沃尔顿于1951年获得诺贝尔物理学奖。

## 获奖
- 2015年：诺贝尔生理学或医学奖 - 与大村智和屠呦呦共享。同年12月18日，微軟創辦人比尔·盖茨將「坎貝爾等人獲得諾貝爾獎」列入個人發表的「2015年6大好消息」（The Top 6 Good-News Stories of 2015）之一[7]。